# Дюссельдорф-Урденбах
Урденбах (нем. Urdenbach) - один из 50-ти административных районов Дюссельдорфа (Северный Рейн-Вестфалия, Германия), расположенный в южной части города (в его административном крупномокруге 9). В настоящее время здесь насчитывает более 10 600 жителей, которые проживают на площади 7,56 км² (по состоянию на декабрь 2018 г.).
В старых документах для названия Урденбах использовались следующие варианты написания: Vrdenbach, Vyrdenbach, Oerdenbach и, до XIX века, Ordenbach. До 1592 г. в названии часто использовался предлог up, op или of. Существует несколько вариантов трактовки названия. Один из этих вариантов основан на кельтском названии болота, которое было произносилось как Урдефа. Согласно другому варианту, название происходит от небольшого водного потока, который до сих пор проходит через Урденбах, называемый ныне Старым Рейном (Urdenbacher Altrhein). На карте 1674 он назван "Иттер-Орденбах", а населённый пункт рядом обрёл название «Вверх по Орденбаху» (Up der Ordenbach). Второй вариант подтверждается церковным документом 1523 года.

## География

### Географическое положение

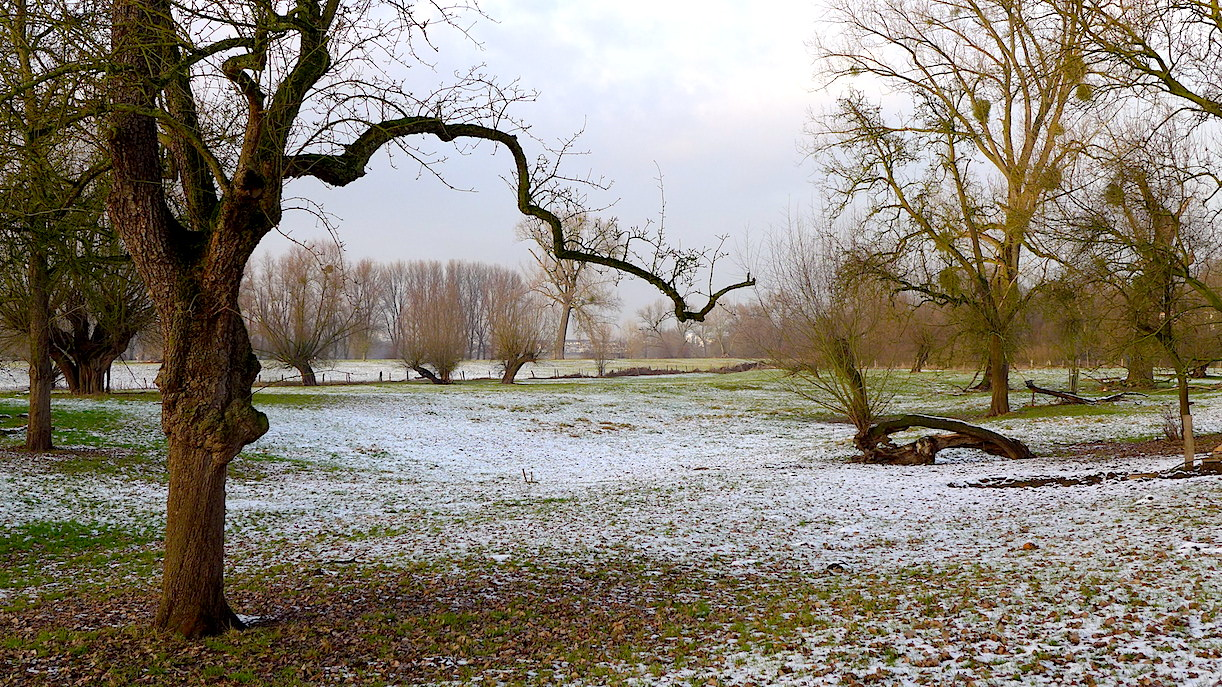
Урденбахер Кемпе

Урденбах расположен на самом юге Дюссельдорфа и граничит на севере с административным районом Бенрат и его старым дворцовым парком, на востоке с административным районом Гарат, западной границей служит Рейн, а на юге - старое русло Рейна с прилегающей поймой, ландшафт которых признан природоохранной территорией, запрещённой для застройки.

### Природно-заповедные объекты
Крупной природоохранной территорией в Урденбахе являются Урденбахер Кемпе (D-003). Представляет из себя лугово-пойменные ландшафты, практически ежегодно заливаемые водами Рейна. Расположен на границе Урденбаха с городом Монхаймом-на-Рейне. Территория образовалось в 1374 году, когда Рейн сместился на несколько сотен метров к западу в результате сильнейшего наводнения.
Кроме того, в Урденбахе насчитывается около десятка охраняемых природных аллей.

## История

### Общая
История Урденбаха начинается не позднее начала XIV века. В документе судебного расследования 1555 года, среди прочего, упоминается деревня Орденбах общины Монхайма под 1363 годом. В другом документе 1385 года указывается расположение усадьбы Эрденбах. Печать окружного суда 1454 года используется в Орденбахе и Хеммельгайсте. Утверждается, что местность Орденбах предоставляют 3 шёффена (народных, почётных судьи), а для Хеммельгайста - собственно судья и 4 шёффена, поскольку там 5 поселений: Бенрод, Иттер, Хеммельгайт, Верстен и Хольтхузен. В позднем средневековье Урденбах был одним из главных поселений, наряду с Химмельгайстом, к югу от Дюссельдорфа.

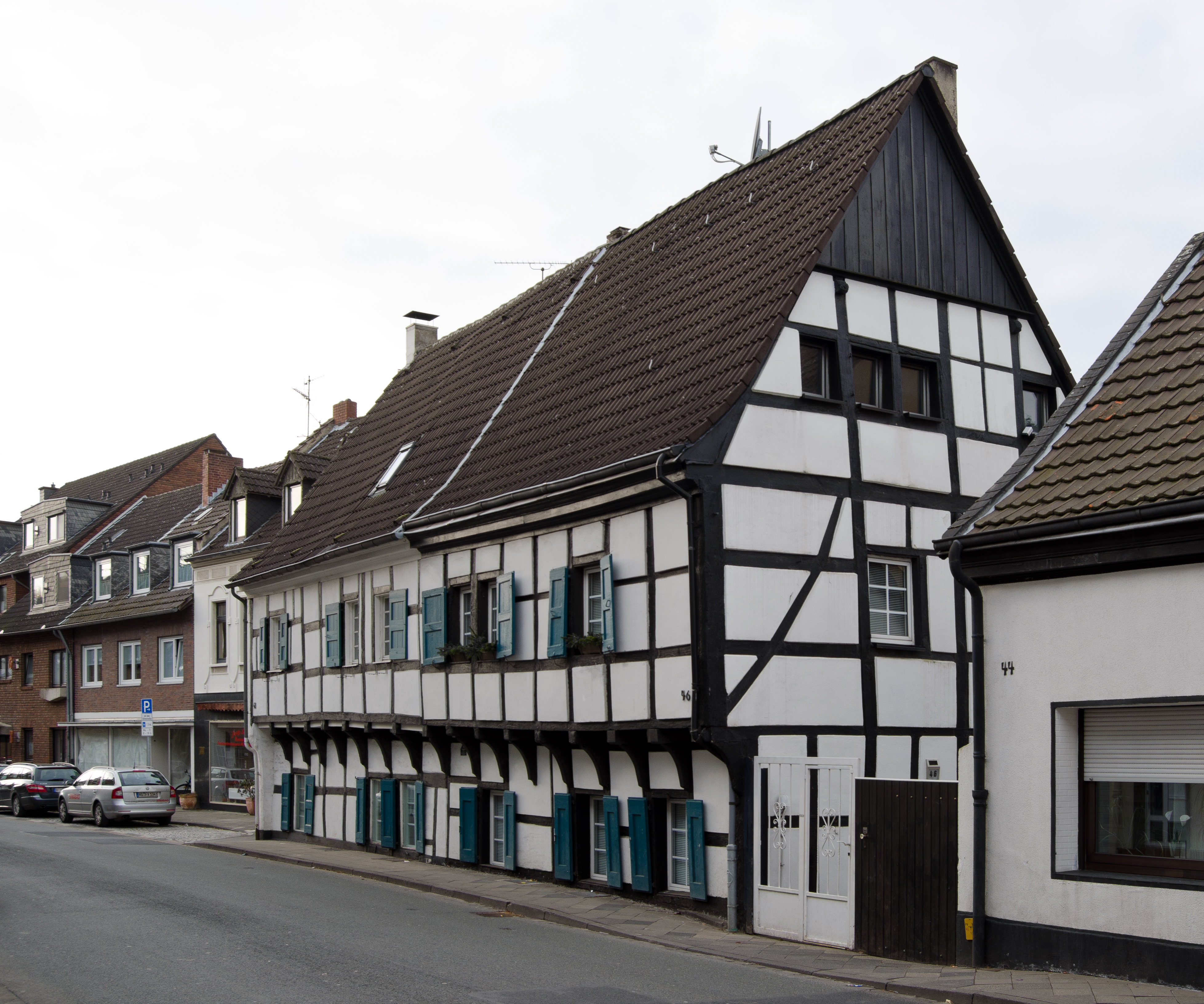
Старое здание суда 1535 года

В судебном документе 1555 года 5 судов названы относящимися в ведомству Монхайма: собственно Монхайм, Хитторп (Hittorp), Рихрод (Richrod), Орденбах (Ordenbach) и Хеммельгайст (Hemmelgeist). Фахверковый дом 44/48 по улице "Урденбахер Дорфштрассе", построенный в 1535 году, и существующий до сих пор, использовался как здание суда. Примечательно, что суды Химмельгайста и Урденбаха были единственными в округе Монхайм, которые консультировались в главном суде Кройцберга Kreuzberg (ныне Кайзерсверт).
Сохранились старые земельные кадастровые документы наиболее крупных хозяйств Урденбаха,таких как Брасс-Гут (Braß-Gut), Буххольцер Хоф (Buchholzer Hof), Хоф Фолльхаузен (Hof Vollhausen) и Хаус Эндт (Haus Endt). Из них следует, что территория вокруг поселения Урденбах до XV века в основном были покрыты лесами, некоторые из которых принадлежали женскому монастырю Св. Квирина в Нойсе. Часть этих лесов была вырублена, а новые земли сданы в аренду или проданы.
- В 1430 году канцлер Юлих-Бергского княжества Петер фон Леннеп приобретает усадьбу Фольхаузен (Hof Vollhausen) у католического капитула Нойса. В XVI веке владельцами усадьбы становится семья Хаммерштайн (Hammerstein), а затем — господа фон Тройсдорф[8].
- В 1438 году Буххольцер Хоф внесен в список владений женского католического штифта (Frauenstift) Св. Квирина из Нойса. Штифт сдал усадьбу в аренду семейному хозяйству  Хальфменндер  (Halfmännder). Оно должны были отдавать штифту половину дохода с усадьбы в качестве арендной платы. Хозяйство оставалось во владении штифта до секуляризации в 1802 году, когда оно перешло в собственность государства. В 1830 году усадьбу приобрёл бургомистр Бенрата Иоганн Петер Урбан Левен. В 1842 году её перекупил князь Петер фон Аренберг. В XX веке владелец несколько раз менялся, пока усадьба не стала собственностью города Дюссельдорфа. В начале 1970-х её снесли для постройки нового микрорайона Гарата[9].
- В 1664 году протестантская реформатская община Урденбаха приобрела права собственности на усадьбу Брасс-Гут[8].
- Пристройка к усадьбе Эндт, снесённая в 1974 году, была возведена в 1659 году, что свидетельствует о более раннем основании самого особняка вместе с двором, сараем и конюшнями. Петер Каппель из семьи Каппелей, родившийся в 1586 году, свидетельствует, что в 1582 году, во время переговоров по Вестфальскому миру, реформатская религия уже практиковалась в Бенрате и Урденбахе. Отец Петера Каппеля, Герхард Каппель, управлял в это время усадьбой Эндт. Когда в 1682 году курпринц Ян Веллем созвал Ландтаг, поместья отказались собираться в бывшем (старом) замке Бенрат, обнесенном рвом. Поэтому переговоры начались в усадьбе Эндт. Примерно в 1770 году семье Каппель пришлось продать усадьбу, поскольку она впала в немилость тогдашнего курфюрста Карла Теодора. После этого хозяйство несколько раз переходила из рук в руки. Последний частный владелец, Диргардт, продал ферму городу Дюссельдорф в 1960 году[10].

С конца XVIII века, в связи с упадком рейнского торгового пути, Урденбах потерял свое экономическое значение, а в 1808 году, во времена французской оккупации (Franzosenzeit), соседний Бенрат стал верхним муниципалитетом к югу от Дюссельдорфа. Прежнее значение Урденбаха сегодня можно увидеть во многих достопримечательностях и фахверковых домах (Fachwerkhaus). К ним относятся Böke-Pomp, сарай пожарного депо (Spritzenhaus) (1784 год), евангелическо-кальвинистская деревенская церковь в стиле барокко (1692/1693 годы) и католическая церковь Святого Сердца (Herz-Jesu-Kirche) в неороманском стиле. С 1893 по 1894 год из этой церкви были построены хор (алтарь) и два продольных нефа. Окончательное расширение и завершение состоялось в 1914 году.

### Экономическая деятельность
По окончании позднего средневековья Урденбах был деревней, население которой не только занималось земледелием и рыбной ловлей, но также торговало и производило керамические изделия. Урденбах был важным торговым центром с торговым портом на Старом Рейне, который образовался после сильного наводнения в XIV веке. Основным направлением торговли была продажа древесины, которая доставлялась в Урденбах на плотах.

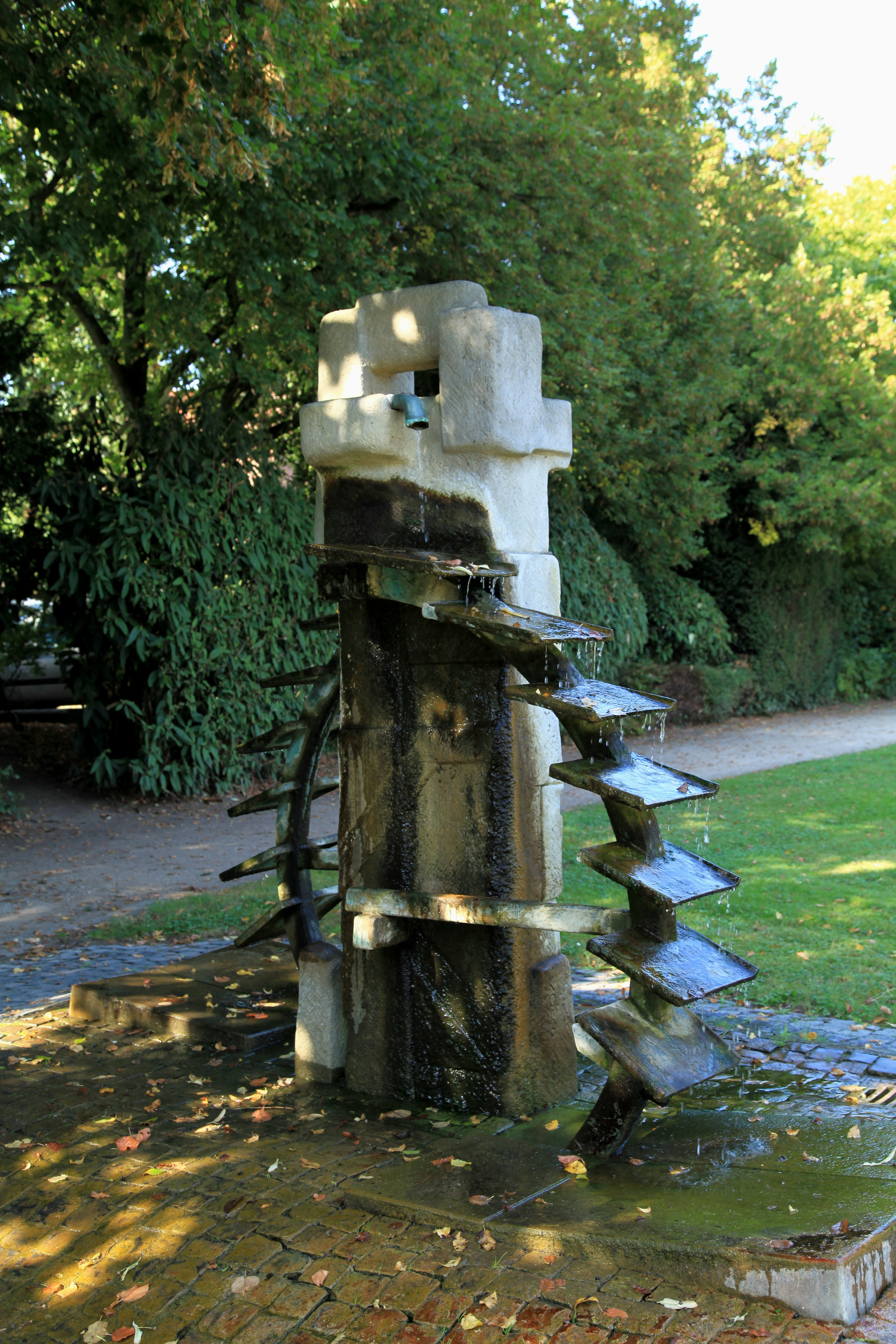
Памятный знак мельницы Урденбаха.

Важность порта в средние века можно увидеть в осаде города Нойс Карлом Смелым из Бургундии в 1475 году. Помощь осаждённому Нойсу осуществлялась из Кёльна по Рейну. Она поступала в Урденбах в качестве места для снабжения как самого Нойса, так и имперской армии, стоявшей здесь же.
Важная торговля древесиной задокументирована в 1580 году. Кроме того, в различных выпусках «Еженедельных новостей Гюлих Бергишен (Gülich Bergischen)» в середине 18 века было сообщение о частом прибытии торговцев лесом в Урденбах.
Мельница у Старого Рейна просуществовала в Урденбахе до XX века. Первоначально она принадлежал замку Бенрат и сдавалась в аренду. Эту мельницу пришлось реконструировать в XIV веке, и е# перенесли немного восточнее. В 1774 году арендатор заключил договор аренды на строительство новой мельницы в районе Хауса Эндт (Haus Endt) на пруду. Однако это дальнейшее изменение местоположения мельницы не было выполнено, и она оставалась на втором месте до тех пор, пока не была позже снесена. В настоящее время об этой мельнице напоминает памятный знак в конце улицы Урденбахер-Дорфштрассе.
До XIX века в Урденбахе был распространён гончарный промысел. Производимая керамика имела очень хорошую репутацию далеко за пределами герцогства Юлих-Берг. Так, в письме курфюрста Карла Филиппа в судебную палату Дюссельдорфа от 28 октября 1717 года, поручено направить сюда молодых россиян, которых Петр Великий командирует в Берг для изучения гончарного дела. В настоящее время об этом бывшем гончарном промысле свидетельствует только название улицы Тёпферштрассе (Гончарная улица).
В первой половине XIX века начались работы по увеличению скорости течения Рейна и улучшения судоходства за счет строительства дополнительных дамб и создания бун. Это предотвратило образование песчаных отмелей в фарватере реки. Тем не менее, примерно в середине XIX века использование речных лоцманов, более точно знавших местные условия реки, было ещё обычным явлением. В 1845 году прусское окружное правительство утвердило 4 лоцмана Урденбаха для районов выше по течению Рейна от «Урденбаха до Пивиппа» (ныне в районе Монхайма-на-Рейне) и ниже по течению от «Урденбаха до Штюрцельберга».
Во второй половине XIX века пристань Урденбаха была заилена, и она прекратила своё существование. Помимо сельского хозяйства, в деревне производились шерсть и шёлк, работал кирпичный завод и в Рейне вылавливался лосось.
В настоящее время экономическая сфера ограничена банковской деятельностью, торговлей и услугами.

### Религия

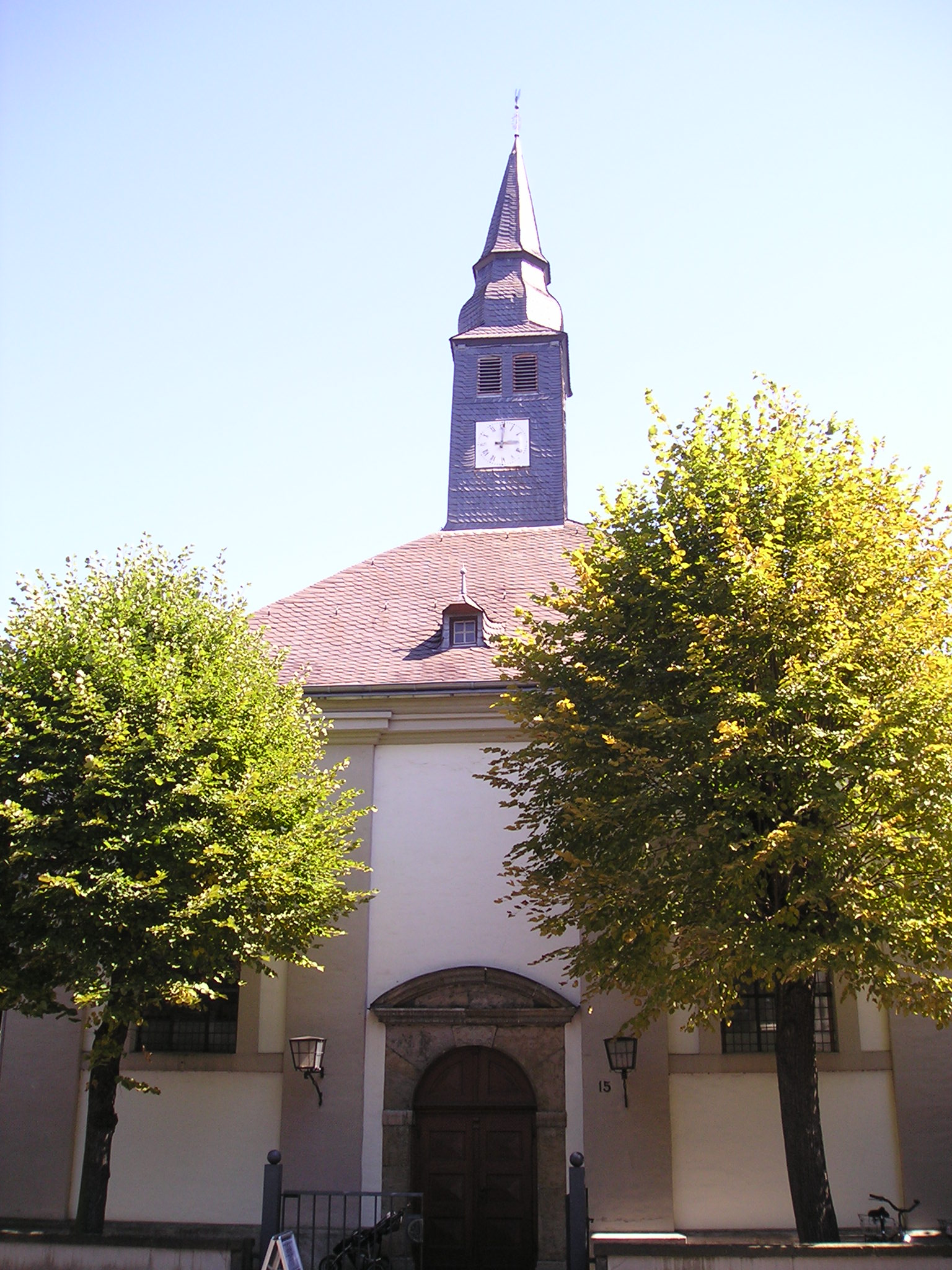
Реформатская церковь Урденбаха

Со времени основания деревни католицизм был единственной ветвью местного христианства. Но в годы реформации многие из них перешли в протестантизм. В конце XVI века протестантская и реформатская вера приобрела широкое распространение на территории герцогства Берг. После того, как герцог Вольфганг Вильгельм перешёл из протестантской в католическую веру в начале 17 века, он поддержал контрреформацию в своей области правления. Большинство населения Рейнской области снова стали католиками.
Единственным исключением в тогдашних окрестностях Дюссельдорфа осталась сельская община Урденбаха. Здесь использовали реформатскую религию с 1582 года. С притоком голландских протестантов из южных частей Нидерландов из-за подавления их там католиками Испании, в Урденбахе была создана важная реформатская община. Поскольку наследник Виттельсбаха Вольфганг Вильгельм был в то время сторонником реформации, то «тайная» община в Урденбахе стала публичной реформатской общиной. Но поскольку герцог обратился в католическую веру в 1613 году, кратковременный общественный евангелический период закончился в 1616 году.

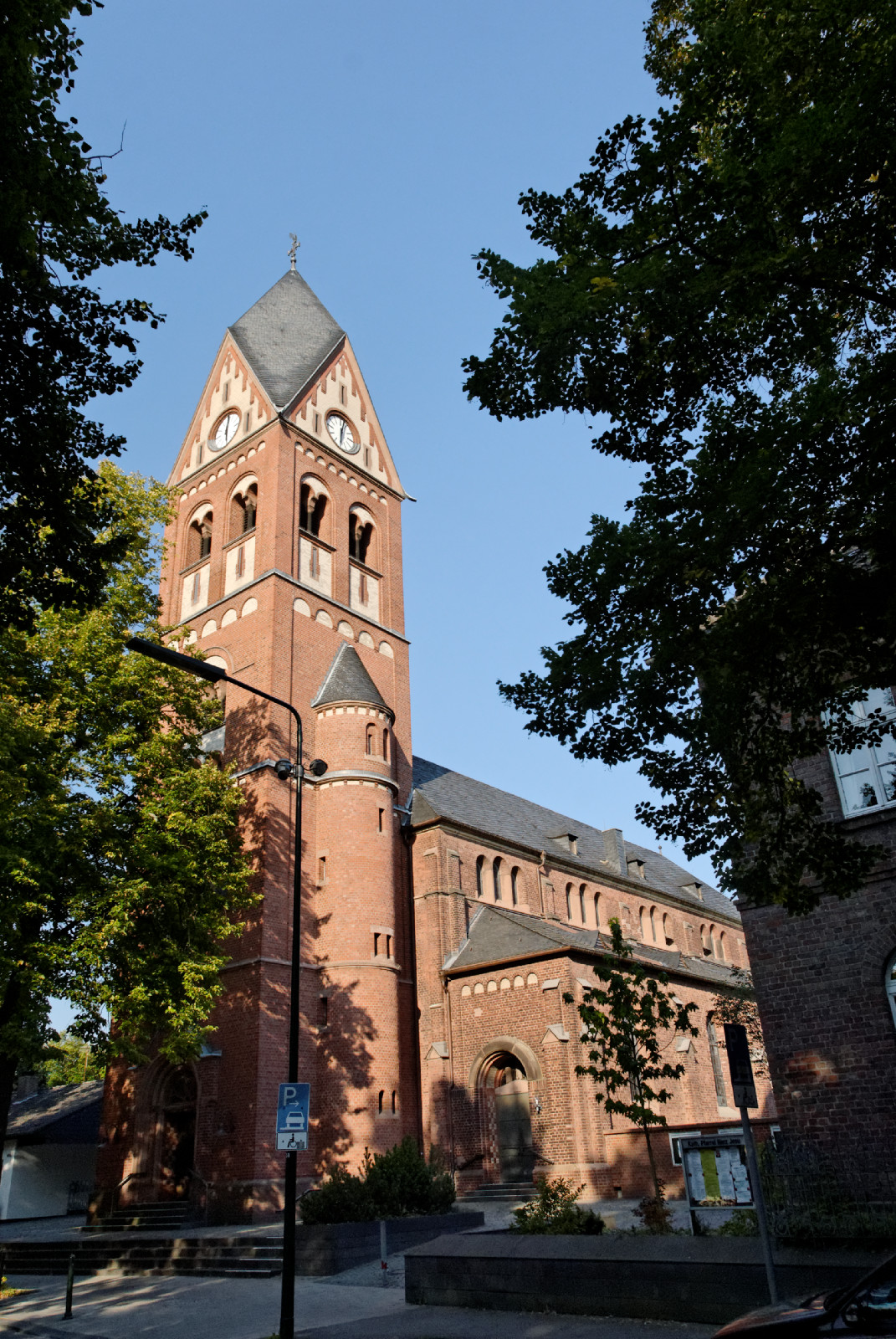
Католическая церковь Урденбаха

В отличие от общины Бенрата, большинство протестантов Урденбаха не вернулись к католицизму и были вынуждены временно проводить свои службы в частных зданиях. При их тогдашнем пасторе Арнольде Бокхакене первая небольшая протестантская церковь была построена в Урденбахе примерно в 1628 году, но которая была разрушена французскими наемниками в 1673 году. После религиозного сравнения 1672 года между герцогами Бранденбургским и Юлих-Берга подавление реформатской веры в Берге было частично отменено. Поскольку в Урденбахе все еще существовала преобладающая реформатская община, первый камень в фундамент нынешней деревенской церкви был заложен пастором Антоном Майером в 1683 году. Это новое церковное здание было завершено к 1693 году, но введено в эксплуатацию только в 1696 году.
Здание было построено на месте поместья Брасс, приобретённого в 1664 году муниципалитетом в долгосрочную аренду. Это одна из старейших протестантских церквей Дюссельдорфа. Церкви Бергера и Неандера всего на несколько лет старше. В отличие от этих двух церквей Дюссельдорфа, деревенскую церковь Урденбаха не нужно было прятать на заднем дворе.
Хотя доля католиков в общей численности населения в Урденбахе в начале XIX века уже явно превышала долю протестантов, католическая община Бенрата долгое время также отвечала за Урденбах. Из почти 1100 человек, проживавших в деревне, в 1832 году католиками были 642, протестантами — 410 и иудеями — 25 человек.
Когда в конце XIX века в Большом Бенрате возникло промышленное поселение, в Урденбахе, число верующих католиков продолжало резко расти из-за притока людей и потребность в отдельной церкви в деревне неуклонно росла. Строительство католической церкви Святого Сердца Иисуса началось в 1893 году. Уже в 1894 году в новом здании, которое ещё не было закончено, можно было проводить службы. Строительство церкви было завершено к 1912 году.

### Жилищное строительство
С индустриализацией в районе Большого Бенрата в конце XIX века, всё больше людей начало иммигрировать в общину Урденбах. Они селились главным образом в старом центре деревни и вокруг него. Это территория между Ангерштрассе на западе, Леоштрассе (в 1930 году переименована в Тёпферштрассе) на востоке, Кольхагенштрассе на севере и на юге ограничена на дамбой Старого Рейна. До конца Второй мировой войны прилегающие жилые районы по-прежнему в значительной степени использовались для ведения сельского хозяйства.
Однако в районе улицы Урденбахер Аккер в 1933 году началось строительство небольшого поселка для временных рабочих. Это поселение было официально названо «Урденбахер Аккер» 12 октября 1934 года. 24 ноября 1937 года по предложению городской администрации в нем были названы новые улицы: Лёйтвайгштрассе, Людерицштрассе, Майер-Вальдек-Штрассе, Петерсштрассе, Зоденштрассе, Зольфштрассе, Троташтрассе и Верманнштрассе. Район дороги Урденбахер Аккер в поселке временного жилья был расширен на юг за пределы новой Верманнштрассе. Четыре улицы были названы национал-социалистами «в честь достойных людей немецкой колониальной истории». Это были Теодор Готтильф Лейтвайн (1849–1921), Франц Адольф Эдуард фон Людериц (1834–1886), Карл Петерс (1856–1918) и Адольф Верманн (1847–1911). Названия этих улиц сохранены до сих пор.
После войны план развития к северу от Людерицштрассе был изменен, и вместо Мейер-Вальдек-Штрассе и Тротастрассе район к востоку от Зольфштрассе был реструктурирован с новыми названиями улиц. Районы в Урденбахе, которые еще не были застроены, были почти полностью урбанизированы новыми поселенцами до конца 1990-х годов, за исключением прилегающих к Урденбахер Кемпен. Были созданы следующие новые поселения:

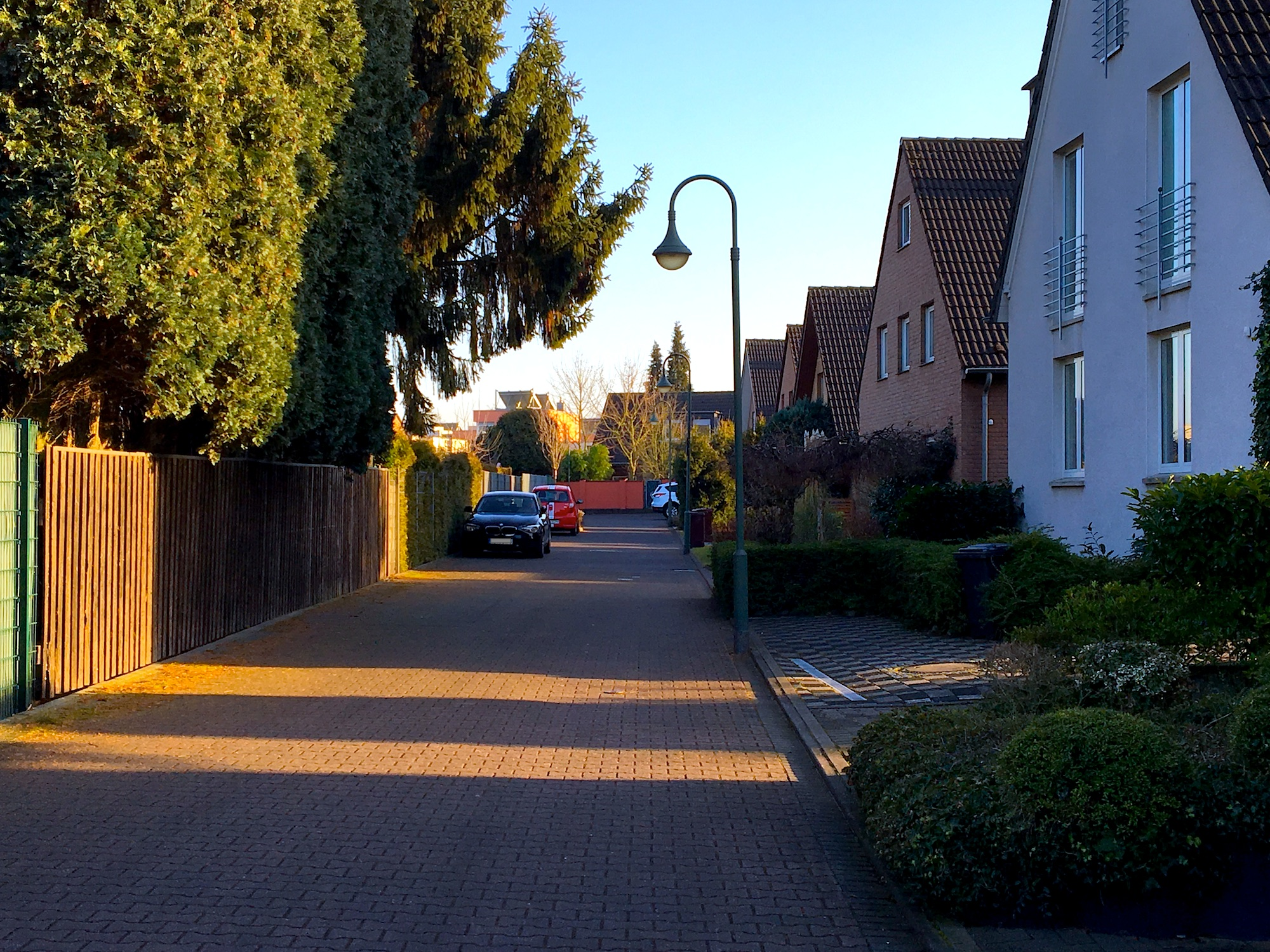
Аугуст-Клеменс-Штрассе в посёлке Шлосспарк-Зидлунг.

- "Шлосспарк-Зидлунг" (Schlosspark-Siedlung) был построен в 1947 году как первый из новых поселений примерно для 100 семей к юго-западу от Кобленцерштрассе. Улицами поселка являются Петер-Адольф-штрассе, Петерштрассе, Эслигер-штрассе, Каммератсфельдштрассе, Ройтлингер-штрассе и Верманнштрассе. Типичными для этого поселения были большие участки с небольшими домами на одну семью, большими садами и небольшими пристройками для мелкого домашнего скота, такого как куры, кролики, козы или овцы. В некоторых случаях размер земельного участка был уменьшен для уплотнения поселений с конца 1990-х годов, что привело к созданию площадок для строительства новых зданий. В 2017 году поселку исполнилось 70 лет[23].
- «Квартал Корелли» (Корелли-Фиртель) в основном строился в период с начала 1970-х до начала 1980-х годов. Он находится между Зюдаллее, Бандамом, Кобленцер-штрассе и заканчивается на юге у гимназии Кобленцер-штрассе и «Теодор-Литт-Реальшуле». Последние два школьных комплекса были построены в 1967 и 1969 годах. Район поселения расположен на одноимённой улице Кореллиштрассе, которая представляет собой кольцевую дорогу в центре поселения. В отличие от Schlosspark-Siedlung, участки в этом районе были меньше и, помимо бунгало, были построены многоэтажные арендные дома и здания для кондоминиумов (жилищных кооперативов)[26].
- "Хаус Эндт-Зидлунг" (Haus Endt-Siedlung) был заложен с конца 1980-х годов. Это был последний крупный неосвоенный район в Урденбахе между Урденбахер-Дорфштрассе и Рейном.  Название отсылает к старинному фермерскому комплексу, известному с XV века, усадьбы которого находились на востоке нынешнего поселения. Этот дворовый комплекс был приобретен городом Дюссельдорфом в 1960 году и снесен в 1974 году. В начале 1970-х годов большую часть бывшего сельского дворового хозяйства приобрела компания Бремер Тройхандгезельшафт (Bremer Treuhandgesellschaft), которая хотела развивать и застраивать эту территорию. В 1977 году из-за финансовых проблем многие объекты собственности в Урденбахе из холдингов этой компании были изъяты[27][28]. Главная соединительная и жилая улица в этом посёлке, на котором построены как бунгало, так и многоэтажные дома, — Хаус-Эндт-Штрассе (Haus-Endt-Straße). Эта улица ответвляется от Урденбахер-Дорфштрассе к югу от больницы Бенрата.

## Линия Бенрата
Линия Бенрата — языковая граница между старыми нижненемецкими и верхненемецкими диалектами в Германии. Проходит через Бенрат и Урденбах. Хорошим примером этого является название улицы Бюхерштрассе (Bücherstraße) (книги = буки), которая проходит мимо Бёке Помп (Böke Pomp) (насос на буках).

## Праздник урожая

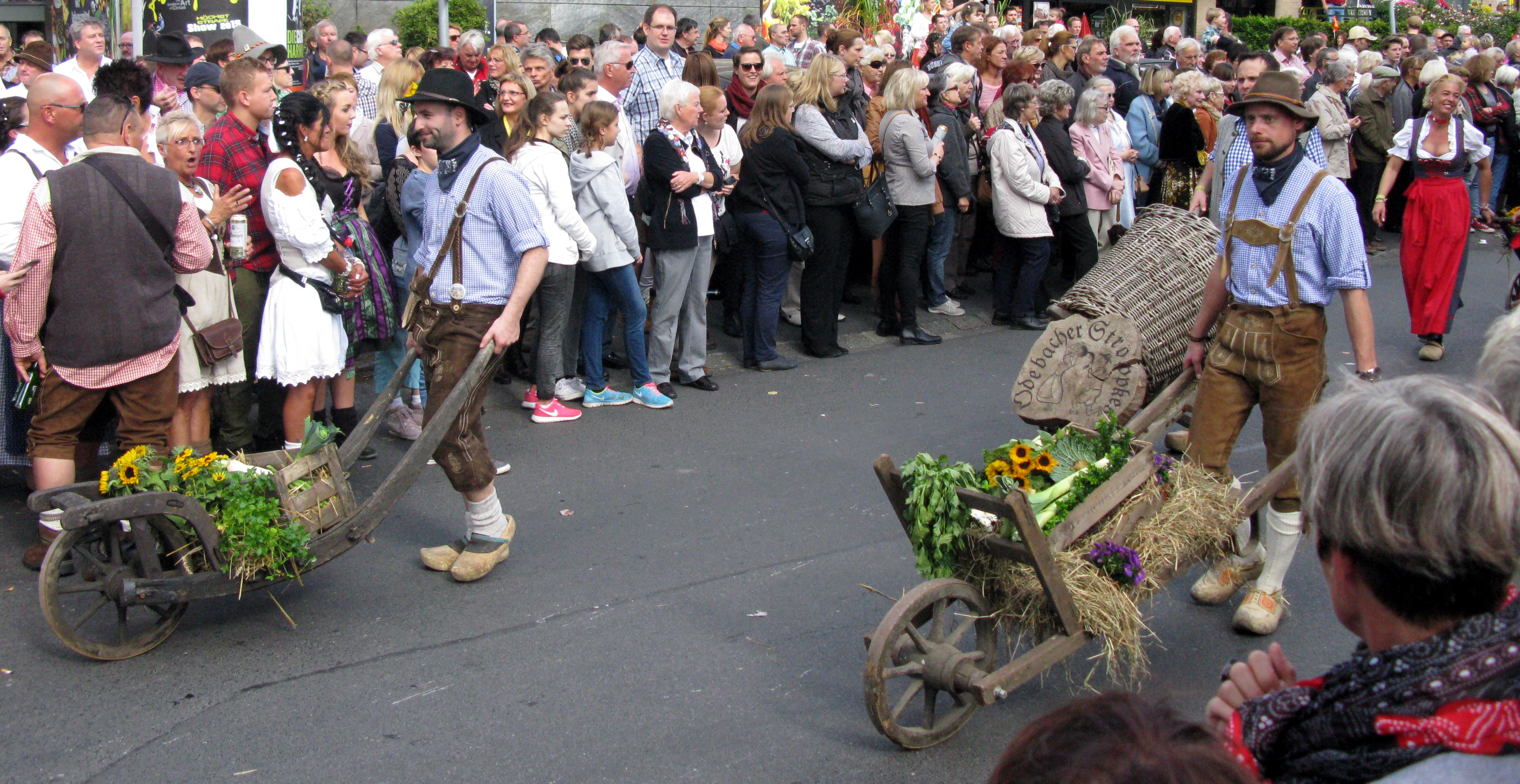
Праздник урожая

Считается общегородским праздником, проводимым ежегодно в первое воскресенье после 29 сентября. Носит и второе название - гусиный праздник. Начинается всегда в 13:00 (раньше было 14:00) на Урденбахер Аккер (Urdenbacher Acker) с проезда украшенных вагонами старых тракторов (некоторые из 1920-х и 1930-х годов). Затем у Бёке-Помп проводится гонка с тачками, наполненных дарами природы. Местные жители носят в этот день специальные деревянные башмаки (сабо), известные как blotschen.

## Образование
В Урденбахе работают две общеобразовательные начальные и два средних образовательных учреждения:
- Гимназия Кобленцер Штрассе, известная в Дюссельдорфе своим высоким уровнем преподавания.
- Реальное училище имени Теодора Литта.